# Драконы Нью-Йорка
«Драконы Нью-Йорка» (англ. Revenge of the Green Dragons, рус. Месть Зелёных драконов) — американо-гонконгская криминальная драма 2014 года. Общая работа режиссёров Вэй Кеунг Лау и Эндрю Лу. В создании фильма принимал участие в качестве исполнительного продюсера Мартин Скорсезе.

## Сюжет
Фильм основан на статье Фредрика Даннена в Нью-Йоркере, в которой была описана жизнь китайско-американских бандитских группировок Нью-Йорка 1980—1990-х годов.

## В ролях
| Актёр         | Роль       |
| ------------- | ---------- |
| Джастин Чон   | Сонни      |
| Кевин Ву      | Стивен     |
| Гарри Шам-мл. | Пол        |
| Рэй Лиотта    | Майкл Блум |